# Canton de Besançon-Nord-Est
Le canton de Besançon-Nord-Est est une ancienne division administrative française, située dans le département du Doubs et la région Franche-Comté.

## Représentation

### Conseillers généraux du Canton de Besançon-Nord (1833-1982)
| Période | Période          | Identité                             | Étiquette            | Qualité |
| ------- | ---------------- | ------------------------------------ | -------------------- | --- |
| 1833    | 1840 (décès)     | Claude-François Mourgeon (1764-1840) |                      | Ancien secrétaire général de la Préfecture du Doubs                                                                                           |
| 1840    | 1864 (décès)     | Claude-César Convers (1796-1864)     | Cavaignac            | Ingénieur civil Adjoint puis Maire de Besançon                                                                                                |
| 1864    | 1867 (décès)     | Charles-César Clerc de Landresse     | Bonapartiste         | Avocat - Maire de Besançon (1860-1867), député (1846-1849)                                                                                    |
| 1867    | 1871             | Léon Proudhon (1810-1887)            | Bonapartiste         | Ancien officier de marine Maire de Besançon (1867-1870)                                                                                       |
| 1871    | 1880 (démission) | Charles Beauquier                    | Républicain          | Homme de lettres Ancien sous-préfet Député (1880-1914)                                                                                        |
| 1880    | 1886             | Victor Grosjean                      | Républicain          | Négociant à Besançon, ancien Préfet de la défense nationale                                                                                   |
| 1886    | 1922 (décès)     | Alexandre Grosjean                   | Rad.                 | Avocat Sénateur (1908-1921) Maire de Besançon (1906-1912)                                                                                     |
| 1922    | 1934             | Julien Durand                        | Rad.                 | Avocat à Besançon Député (1924-1936) Ministre (1930, 1932-1933) Premier adjoint au Maire de Besançon (1908-1912)                              |
| 1934    | 1940             | Louis Biétrix                        | FR-Extrême-droite    | Médecin Député du Doubs (1936-1942) |
|         |                  |                                      |                      | |
| 1945    | 1951             | Léon Nicod                           | PCF                  | Employé municipal Député (1945-1946) Sénateur (1946-1948)                                                                                     |
| 1951    | 1964             | Jacques Weinman                      | RPF puis RS puis UNR | Assureur Député (1958-1977) |
| 1964    | 1970             | Constant Bonnefoy (1909-1980)        | SFIO                 | Instituteur puis surveillant général de lycée technique Attaché de cabinet de Jean Minjoz Président de l’Office municipal des HLM de Besançon |
| 1970    | 1973             | Jacques Weinman                      | UDR                  | Député (1958-1977) |
| 1973    | 1982             | Joseph Pinard                        | PS                   | Directeur d'études au centre de formation des professeurs de collèges de l'académie de Besançon Conseiller municipal de Besançon (1977-2001)  |

### Conseillers d'arrondissement de Besançon-Nord (de 1833 à 1940)
Le canton de Besançon-Nord avait deux conseillers d'arrondissement à partir de 1919.
| Période                                  | Période      | Identité                                   | Étiquette   | Qualité |
| ---------------------------------------- | ------------ | ------------------------------------------ | ----------- | --- |
| 1833                                     | 1845 (décès) | Léonard Albert François Callet (1779-1845) |             | Conseiller à la Cour royale de Besançon                                                                               |
| 1845                                     | 1848         | Pierre Joseph Jacquard (1791-1863)         |             | Banquier à Besançon, censeur de la Banque de France                                                                   |
| 1848                                     |              | Thomas Déprez (1804-1891)                  |             | Négociant à Besançon, maréchal des logis puis lieutenant, chef d'artillerie de la 3ème batterie de la garde nationale |
|                                          |              |                                            |             | |
| 1880                                     |              | Charles-Joseph Koller                      | républicain | Entrepreneur à La Pernotte, Besançon                                                                                  |
|                                          |              |                                            |             | |
| 1919                                     | 1925         | Jean Séverin Laslandes (1839-1929)         |             | Directeur d'usine chimique, Président du Conseil d'arrondissement, conseiller municipal de Besançon                   |
| 1925                                     | 1931         | Désiré-Isidore Micciollo (1872-1937)       | Rad.        | Négociant et entrepreneur, conseiller municipal de Besançon                                                           |
| 1925                                     | 1937         | Julien Félix                               | Rad.        | Fabricant de bonneterie à Besançon                                                                                    |
| 1931                                     | 1940         | Léger Bugnet                               | Rad.        | |
| 1937                                     | 1940         | Armand Gresset                             | Rad.        | Professeur agrégé d'histoire, adjoint au maire de Besançon Révoqué par le Gouvernement de Vichy                       |
| 1940                                     |              |                                            |             | Les conseils d'arrondissement ont été suspendus par la loi du 12 octobre 1940 et n'ont jamais été réactivés           |
| Les données manquantes sont à compléter. |              |                                            |             | |

### Conseillers généraux du Canton de Besançon-Nord-Est (1982-2015)
| Période | Période | Identité      | Étiquette | Qualité |
| ------- | ------- | ------------- | --------- | --- |
| 1982    | 2001    | Joseph Pinard | PS        | Directeur d'études d'Ecole normale Député (1981-1986) Conseiller municipal de Besançon (1977-2001)           |
| 2001    | 2015    | Claude Girard | PS        | Conseiller municipal de Besançon (1989-1997), adjoint au maire (1997-2001) Vice-Président du Conseil général |

Le conseiller général actuel (né en 1951) est un homonyme de Claude Girard (1952-2004), ancien député de la première circonscription du Doubs et ancien président du Conseil général du Doubs.

## Composition
Le canton de Besançon-Nord-Est comprenait une partie de la commune de : 
| Nom      | Code Insee | Intercommunalité            | Superficie (km2) | Population (dernière pop. légale) | Densité (hab./km2) |
| -------- | ---------- | --------------------------- | ---------------- | --------------------------------- | ------------------ |
| Besançon | 25056      | CU Grand Besançon Métropole | 65,05            | 116 676 (2015)                    | 1 794              |

Elle se compose plus précisément des quartiers suivants :
- Chailluz (Forêt de Chailluz)
- Saint-Claude
- Palente
- Les Orchamps
- Combe Saragosse
- Vallon du Jour

Depuis 2014, un redécoupage visant à réduire le nombre de cantons des départements a conduit au rattachement de 16 communes voisines. Le nouveau canton s'appelle Besançon 5.

## Démographie
| 1982 | 1990   | 1999   | 2006   | 2011   | 2012   |
| ---- | ------ | ------ | ------ | ------ | ------ |
| -    | 21 101 | 22 356 | 21 910 | 22 146 | 22 170 |